# Alcalá de la Alameda
Alcalá de la Alameda fue una villa española, ubicada en el actual término municipal de Chucena, perteneciente a la provincia de Huelva, en la comunidad autónoma de Andalucía.

## Historia
A mediados del siglo XIX, el lugar, una antigua villa ya por entonces perteneciente a Chucena, tenía contabilizada una población de 6 habitantes. Por esas fechas había una casa y una iglesia en el lugar. Aparece descrita en el primer volumen del Diccionario geográfico-estadístico-histórico de España y sus posesiones de Ultramar de Pascual Madoz de la siguiente manera:

ALCALA DE LA ALAMEDA: ant. v., en el dia señ. dependiente de la jurisd. de Chucena en la prov. de Huelva, part. jud. de Palma. Hay una casa habitada por 1 vec. y 6 alm. y junto á ella una igl., propia, como todo lo demas, del duque de Medinaceli: el terreno, de calidad arenisca sobre calizo y greda, es muy apropósito para toda clase de arbolados, y produce mucho aceite. En lo ant. se llamó Alcalá de Juana de Horta, y dependia del señ. de Tejada: sus moradores se trasladaron a Chucena.
(Madoz, 1845, p. 372)